# 梨園寮駅
梨園寮駅（りえんりょうえき）は、台湾嘉義県梅山郷にある阿里山森林鉄路阿里山線の駅。
標高904メートルの無人駅。開業間もなく駅のそばに見晴台が設置されて森林浴の拠点となっている。蔣介石や皇太子時代の昭和天皇もここの眺望を愛でたと言われ、見晴台にはそのことを記したプレートが阿里山風景区管理処によって設置されている。標高800メートルを超えたこの駅付近から気候が変わり、植生も熱帯林から温帯林になる。

## 駅名
清朝末期に駅のある大興村は「苓仔寮」または犁園寮と呼ばれていた。かつて外部から数人がここで樹木を伐採し、鋤(犁)の製造を始め茅葺き小屋を建てて暮らすようになったことに由来。その後同音の字をあてた梨園寮が駅名に採用された。以前は梨も栽培されていたが、現在は筍が名産で、加工製品は日本にも輸出されている。

## 駅構造
上下列車が交換できるよう、副本線1線をもち、ステップ式の簡易な仮設台のみ備えている地上駅。
ホームから見て左側が事務室、右側が待合室という隣の独立山駅と同じ構成。

## 歴史
- 1912年10月1日 - 開業。
- 1985年 - 無人化する

## 隣の駅
阿里山森林鉄路
■阿里山線
独立山駅 - 梨園寮駅  - 交力坪駅